# 류신 (배우)
류신(일본어:  龍真, 1995년 4월 19일 ~ )은 일본의 배우로, 나가사키현 사세보시 출신했다.